# Armando Artur
Armando Artur (Alto Molócuè, Zambézia, 28 de desembre de 1962) és un escriptor i polític moçambiquès. Ha publicat la seva obra a les revistes Charrua i Tempo i als diaris Diário de Moçambique i Domingo, i a obres didàctiques, i ha estat traduïda a diversos idiomes. És membre fundador i representant de Moçambic a l'Associació Panafricana d'Escriptors (PAWA). Entre altres càrrecs, ha estat secretari general de l'Associação dos Escritores Moçambicanos, vicepresident del Fundo Bibliográfico da Língua Portuguesa i Ministre de Cultura de Moçambic.

## Obres
- Espelho dos Dias (1986)
- O Hábito das Manhãs (1990)
- Estrangeiros de Nós Próprios (1996)
- Os Dias em Riste (2002), premi Consagração FUNDAC -
- A Quintessência do Ser (2004), Premi José Craveirinha de Literatura
- No Coração da Noite (2007)
- Felizes as Águas (antologia de poemas de amor).